# Adrian Mazilu
Adrian Mazilu (Konstanca, 2005. szeptember 13. –) román utánpótlás válogatott labdarúgó, a Brighton & Hove Albion játékosa.
2022-ben debütált a profik között nevelő egyesületében, a Farul Constanțában, és már első idényében bajnoki címet nyert a csapatával.
Válogatott szinten Romániát képviselte a 2023-as U21-es labdarúgó-Európa-bajnokságon.

## Pályafutása

### Farul Constanța
2022. november 9-én debütált a Farul Constanța színeiben, a Rapid Bukarest elleni 2–0-ra megnyert román kupameccsen, a 46. percben Luca Andronache helyére állt be, és a hosszabbításban gólt szerzett. Három nappal később a Chindia Târgoviște elleni 1–1-es döntetlennel debütált a román első osztályban.
2023. február 6-án gólt szerzett az Universitatea Craiova elleni 2–1-re megnyert mérkőzésen. 2023. április 22-én hatodik gólját szerezte a bajnokságban, miután betalált a címvédő CFR Cluj elleni 1–0-s győzelem alkalmával. Az idény végén bajnok lett csapatával.
2023. július 12-én játszotta első nemzetközi kupamérkőzését a Sheriff Tiraspol ellen a Bajnokok Ligája első selejtezőkörében. A Premier League-ben szereplő Brighton három nappal később bejelentette, hogy előzetesen megállapodott a szerződtetéséről, és előreláthatólag 2024 januárjában érkezik meg az angol klubhoz. A Farul kiesett a Bajnokok Ligájából, és az Európa Konferencia Ligában folytathatták, ahol az Urartu elleni 3–2-es hazai siker alkalmával egy góllal a győzelemhez segítette csapatát.

### Vitesse
2024. január 22-én több játéklehetőség reményében kölcsönbe került a holland Vitesse csapatához az idény végéig. Négy nappal később debütált, a Zwolle ellen 1–0-ra elvesztett bajnoki mérkőzésen.

## A válogatottban
Emil Săndoi edzőtől meghívót kapott a Román U21-es válogatottba, a 2023-as U21-es labdarúgó-Európa-bajnokságra. Csereként lépett pályára a 3–0-s vereséggel végződő nyitómérkőzésen Spanyolország ellen, és a Horvátország elleni 0–0-s döntetlen alkalmával.

## Sikerei, díjai
Farul Constanța
- Román bajnok: 2022–2023[17][18]
- Román szuperkupa ezüstérmes: 2023[19]

Egyéni
- Gazeta Sporturilor hónap játékosa: 2023. március[20]

## Fordítás
- Ez a szócikk részben vagy egészben  az   Adrian Mazilu című angol Wikipédia-szócikk ezen változatának fordításán alapul.  Az eredeti cikk szerkesztőit annak laptörténete sorolja fel. Ez a jelzés csupán a megfogalmazás eredetét és a szerzői jogokat jelzi, nem szolgál a cikkben szereplő információk forrásmegjelöléseként.

### Közösségi platformok
- Adrian Mazilu az Instagramon

### Egyéb weboldalak
- Adrian Mazilu adatlapja a Transfermarkt oldalán (angolul)
- Adrian Mazilu adatlapja az Eredivisie oldalán (angolul)
- Adrian Mazilu adatlapja a Soccerway oldalon (angolul)
- Adrian Mazilu adatlapja a Premier League oldalán (angolul)
- Adrian Mazilu adatlapja a Brighton & Hove Albion oldalán (angolul)
- Adrian Mazilu adatlapja a Farul Constanța oldalán (románul)
- Adrian Mazilu adatlapja Archiválva 2023. május 28-i dátummal a Wayback Machine-ben az lpf.ro oldalán (románul)
- Adrian Mazilu adatlapja a Vitesse oldalán (hollandul)